# 虎滩公园站
虎滩公园站位于辽宁省大连市中山区，是大连地铁5号线的一个车站，于2023年3月17日启用。车站名称“虎滩公园”来源于车站旁的老虎滩海洋公园。

## 位置
虎滩公园站位于中山区解放路东侧，紧邻老虎滩海洋公园，车站主体结构沿东西方向排列。

## 车站结构
虎滩公园站为岛式站台地下车站，B1层为站厅层，B2层为站台层。
| B1层 | 站厅层                              | 站厅、乘客服务中心、自动充值机、自动售票机 |
| B2层 |                                     | █ 5号线往后关方向 （秀月街）               |
| B2层 | 岛式站台，开左边门                  |                                            |
| B2层 | █ 5号线 往虎滩新区方向 （虎滩新区） |                                            |

## 出入口
虎滩公园站共设有2个出入口，C出入口位于解放路东侧，老虎滩海洋公园西侧，D出入口位于解放路北侧，站外无障碍电梯位于C出入口旁。
| 出口编号 | 出口指示 | 建议前往的目的地         |
| -------- | -------- | ------------------------ |
| 出口 · C |          | 解放路、老虎滩海洋公园   |
| 出口 · D |          | 解放路、艺术家园、紫竹轩 |

## 公交换乘
- 旅游环路。（虎滩乐园站）
  - 2、4、47、403、404、818路公交车。（大连舰艇学院/虎滩公园站）